# Fox Action Movies
Fox Action Movies là một kênh phim hành động và kinh dị của Châu Á sở hữu bởi Fox Networks Group, các công ty con của tập đoàn 21st Century Fox.
Kênh phát sóng trên nhiều quốc gia ở Châu Á và MENA. Ở Việt Nam, kênh FOX Action Movies đã được phát sóng thông qua kênh SCTV16 do SCTV mua bản quyền. Phiên bản
Ấn Độ thay thế cho STAR Movies Action từ năm 2013.
Từ 1/1/2021, FOX Action Movies Việt Nam dừng phát sóng trên SCTV16 khi đang phát sóng bộ phim Đêm hoàng đạo.
Từ 1/9/2021,  FOX Action Movies dừng phát sóng trên Now TV.
Từ tháng 10 năm 2021, kênh này cùng với 17 kênh khác đã dừng phát sóng tại Đông Nam Á, Hồng Kông và Maldives.
FOX Action Movies đã chính thức ngừng phát sóng từ 1/10/2021 trở đi cùng các kênh khác thuộc nhóm kênh FOX và Disney (ngoại trừ 2 kênh đều thuộc nhóm kênh FOX là National Geographic và National Geographic Wild) tại khu vực Đông Nam Á, Hong Kong và Maldives ngay sau khi chiếu xong phim cuối cùng vào ngày 30/9/2021 là Big Freaking Rat.

## Tổng quan

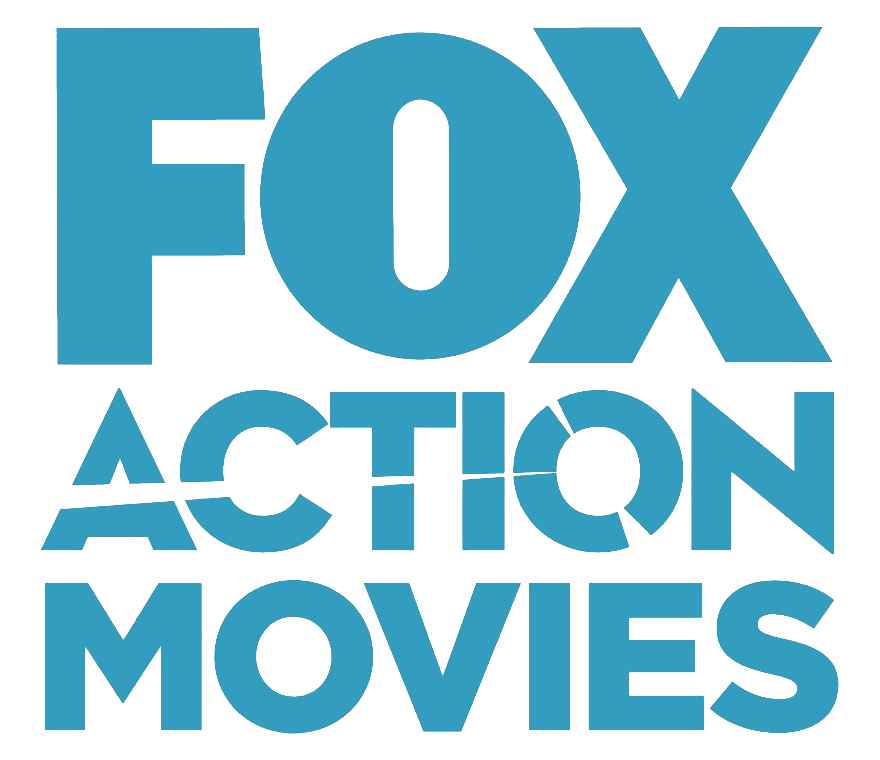
Logo từ năm 2012 đến năm 2017, còn sử dụng ở MENA, với Fox Family Movies.

Fox Action Movies phát sóng các phim có hợp đồng đầu tiên từ 20th Century Fox, Walt Disney, Metro Goldwyn Mayer, và Studio Canal các phim có hợp đồng phụ từ Columbia Pictures, Paramount Pictures, Universal Pictures, và Warner Bros. Kênh cũng phát sóng các phim từ các nhà phân phối khác như: Lions Gate Entertainment, Summit Entertainment và The Weinstein Company.
Từ tháng 2/2021, FOX Action Movies chính thức ngừng phát sóng các bộ phim trực thuộc Disney và 20th Century Fox (được đổi tên mới thành 20th Century Studios).